# Phaedropsis illustralis
Phaedropsis illustralis is een vlinder uit de familie van de grasmotten (Crambidae). De wetenschappelijke naam van de soort is voor het eerst gepubliceerd in 1913 door Paul Dognin.
De soort komt voor in Peru.